# Death Stranding
Death Stranding  (デス・ストランディング?, Desu Sutorandingu) è un videogioco sviluppato da Kojima Productions con la collaborazione di Guerrilla Games e pubblicato da Sony Interactive Entertainment per PlayStation 4, PlayStation 5, Xbox, Windows e dispositivi Apple. Si tratta del primo titolo realizzato da Hideo Kojima e dal suo studio di programmazione dopo la scissione da Konami avvenuta nel 2015. Dopo essere stato annunciato ufficialmente all'Electronic Entertainment Expo 2016, è uscito in tutto il mondo l'8 novembre 2019 su PlayStation 4 e il 14 luglio 2020 su Microsoft Windows; inoltre, è stato pubblicato su iPhone con chip A17 Pro e su dispositivi macOS e iPadOS dotati di chip M1 il 30 gennaio 2024. Il 7 novembre 2024 è stata pubblicata una versione per Xbox Series X/S e Amazon Luna.
Il gioco è ambientato negli ex Stati Uniti d'America, dopo un evento cataclismatico nel quale devastanti creature hanno iniziato a vagare per la Terra e la società contemporanea ha cessato di esistere. Il giocatore veste i panni di Sam Porter Bridges (interpretato da Norman Reedus), un corriere che ha come compito la consegna di provviste essenziali alle colonie ormai isolate e di riconnetterle grazie a una speciale rete di comunicazione. Attori come Norman Reedus, Mads Mikkelsen, Léa Seydoux, Margaret Qualley, e Lindsay Wagner interpretano i personaggi principali nel gioco tramite motion capture, assieme ai registi Guillermo del Toro e Nicolas Winding Refn che hanno solo prestato la propria immagine.
Death Stranding ha ricevuto recensioni principalmente positive: il doppiaggio dei personaggi, la colonna sonora e il comparto grafico sono stati unanimemente lodati, mentre il gameplay e la storia hanno ricevuto giudizi misti e in alcuni casi molto discordanti. Il gioco è stato nominato per diversi premi, tra cui quello per il gioco dell'anno.
Un sequel dal titolo Death Stranding 2: On the Beach è stato pubblicato il 26 giugno 2025 su PlayStation 5, mentre un film basato sulla storia del gioco, diretto da Michael Sarnoski e coprodotto da A24, è attualmente in produzione.

## Trama

### Ambientazione

Schermata della versione Director's Cut per PlayStation 5

Il gioco è ambientato in una versione post-apocalittica degli Stati Uniti d'America (chiamati United Cities of America, abbreviato UCA), visivamente molto simile all'Islanda e devastata da un evento noto come Death Stranding, che ha portato dalla Spiaggia, una dimensione che funge da collegamento con l'aldilà, creature note come "Creature Arenate" (abbreviate in "CA") nel mondo. Queste creature hanno inoltre portato sulla Terra un terribile evento noto come Timefall (Cronopioggia), una particolare pioggia che ha la capacità di manipolare il tempo di tutto ciò che tocca, facendo germogliare e crescere le piante a un ritmo estremamente veloce e facendo invecchiare e deteriorare ogni entità e oggetti, per esempio uomini, carichi e strutture. Le CA inoltre causano esplosioni - note come "voragini" - quando l'anima del morto riesce a ritornare al proprio corpo sotto forma di CA; di conseguenza, i cadaveri dei morti devono essere cremati in modo da evitare che vadano in necrosi ricongiungendosi con l'anima. Questi eventi hanno gravemente danneggiato sia le infrastrutture del paese, forzando la popolazione rimanente a confinarsi in remote colonie note come "Nodi" (Knot Cities), che formano le restanti "Città d'America" (UCA), sia i collegamenti tra di esse, in quanto nessuno, a causa delle CA e della Cronopioggia, vuole avventurarsi verso l'esterno. Solo i membri di una compagnia chiamata Bridges osano sfidare le attuali condizioni del mondo attraverso i loro corrieri, per portare alle persone rifornimenti e ciò di cui hanno bisogno, sfidando CA, banditi (MULI) e terroristi per ristabilire qualche legame e rompere questo isolamento forzato. La Bridges svolge anche varie funzioni governative per conto delle città d'America. 
Alcuni individui presentano una condizione nota come "DOOMS" che, a seconda della sua gravità, consente anche a una persona di percepire, vedere o persino controllare in modo naturale le CA (e infatti alcuni di loro sono impiegati come fattorini per agevolare le consegne della Bridges). Chi non possiede le DOOMS può comunque compensare raggiungendo una connessione mentale con un "Bridge Baby" (abbreviati in "BB") - dei bambini prematuri che riflettono uno stato tra la vita e la morte -, permettendo di percepire la presenza di una CA. I portatori trasportano con sé un BB, il quale viene trasportato all'interno di una capsula che simula la placenta della madre; se il BB subisce traumi oppure cade nel panico entrerà in uno stato di shock che rilascerà ossitocina provocando auto-tossiemia. Un BB entra in uno stretto legame con il portatore, il quale può finire con lo sperimentare ricordi e flashback del BB stesso.

### Eventi
Sam Porter Bridges è un corriere, il quale, a seguito del suo ultimo incarico presso Central Knot City, rimane coinvolto in un incidente durante il trasporto di un cadavere, finendo in mezzo a un territorio popolato dalle CA assieme a due addetti dell'unità smaltimento cadaveri; a seguito di un incontro con un uomo misterioso, uno dei due membri, Igor, viene catturato da una colossale CA, che lo ingloba, causando un'enorme esplosione che rade al suolo Central Knot City, uccidendo tutti gli abitanti. A seguito della "riemersione", Sam viene recuperato dalle unità della Bridges e portato a Capital Knot City, dove riceve un contratto di lavoro dall'attuale presidente in carica: Bridget Strand, sua madre. Questa, in punto di morte, gli chiede di ripristinare i collegamenti ormai perduti tra le città sotto il nome delle UCA (United Cities of America); senza connessioni e unità infatti, non ci sarà futuro per l'umanità. Sebbene all'inizio riluttante, Sam accetta quando scopre che questo compito gli permetterà di ricongiungersi con sua sorella Amelie, la quale negli ultimi tre anni ha guidato una spedizione (chiamata Bridges I) attraverso ciò che resta degli Stati Uniti continentali, connettendo le città rimanenti e gli insediamenti di sopravvissuti istituendo terminali che avrebbero permesso loro di collegarsi alla "Rete Chirale", un sistema rivoluzionario che agevolerà la comunicazione istantanea a grandi distanze, portando così ad una nazione unita e nuovamente collegata. Tuttavia, una volta raggiunta l'ultima città della costa occidentale, Edge Knot City, Amelie viene catturata e tenuta in ostaggio da un gruppo terroristico chiamato Homo Demens con a capo Higgs, per garantire l'indipendenza di Edge Knot City. Anche se è un ostaggio, le è comunque permesso di comunicare liberamente con la Bridges tramite ologramma. Sam deve quindi seguire il percorso della sua spedizione e utilizzare un dispositivo chiamato Q-pid per collegare i terminali che ha lasciato Amelie nei vari centri logistici delle Knot City alla Rete Chirale. Con il supporto del team della Bridges, composto dal direttore Die-Hardman, il dottore Deadman e gli scienziati Heartman e Mama, l'aiuto di un altro corriere donna, Fragile, che fa parte di un'associazione privata nota come Fragile Express, e di un BB assegnatogli successivamente alla prima voragine a cui si assisterà nel gioco, Sam deve salvare Amelie e riportarla indietro in modo che possa prendere il posto di Bridget come presidente dell'UCA. A ostacolarlo però troverà diverse difficoltà: come le CA, che vagano per il mondo, gli Homo Demens, i banditi MULI e un misterioso individuo che sembra ossessionato dal BB di Sam e che spesso appare in brevi flashback quando viene stabilito il collegamento con il BB.

## Modalità di gioco

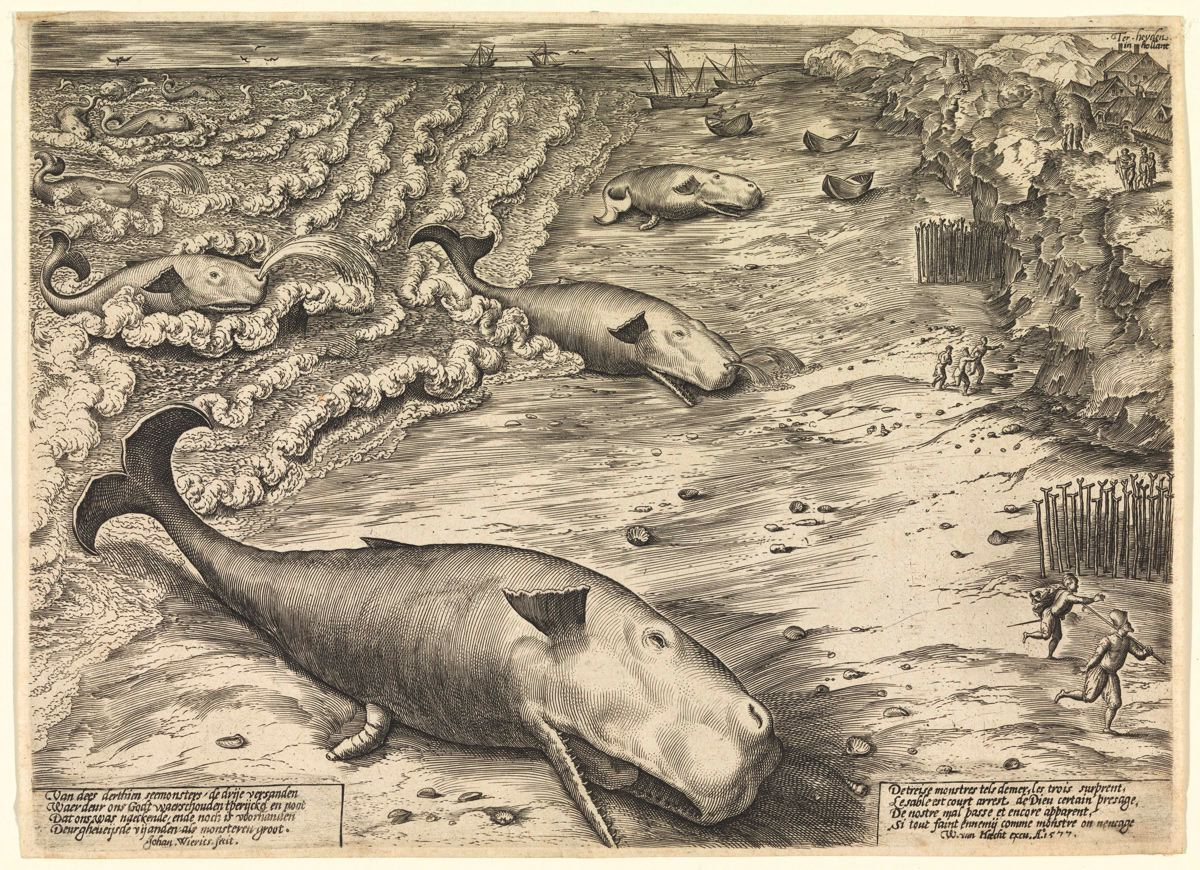
Il titolo del gioco è un riferimento al diffuso fenomeno dello spiaggiamento di cetacei, in inglese cetacean stranding (Three Beached Whales, Jan Wierix - 1577)

Il titolo del gioco fa riferimento al fenomeno dello spiaggiamento di cetacei e, secondo Kojima, uno degli aspetti chiave del trailer d'annuncio del gioco è l'idea di una connessione tra la vita e la morte. Hideo Kojima ha ammesso che Death Stranding può considerarsi un videogioco d'azione, seppure non rientri in canoni correttamente prestabiliti.
Per spiegare molto cripticamente la natura del videogioco, Kojima ha citato lo scrittore Kōbō Abe: «Il bastone è stato il primo strumento creato dall'umanità per mettere una distanza tra sé e le cose minacciose, per proteggersi. Il secondo strumento creato dall'umanità è stato la corda. Una corda è usata per legare cose importanti e tenerle vicine»; Kojima ha aggiunto pertanto che la maggior parte dei videogiochi d'azione utilizza un approccio "da bastoni" nel gameplay, mentre il suo scopo è rendere Death Stranding un videogioco in cui sia importante anche un approccio "da corde". Kojima ha paragonato Death Stranding al primo gioco della saga di Metal Gear, – ora considerato come videogioco stealth – il quale fu chiamato "gioco d'azione" al tempo della sua uscita, poiché il genere stealth non esisteva ancora.
Durante la conferenza stampa Sony al Tokyo Game Show 2016, Kojima annunciò componenti open world e delle funzioni multigiocatore. Il giocatore ha ampia libertà di movimento a piedi, mediante veicoli o nell'approccio al gioco, potendo scegliere se progredire combattendo o attraverso vie alternative. La componente online non è diretta ma opzionale e offre al giocatore un'esperienza integrativa all'universo di Death Stranding, diversa da ciò che si è soliti vedere dalle modalità multigiocatore classiche.
Il fulcro principale del gioco sono le consegne che Sam dovrà effettuare sia per proseguire con la storia principale che nell'ambito delle missioni opzionali assegnate dai personaggi secondari. Queste ultime assumono un certo rilievo in quanto i destinatari delle consegne, una volta soddisfatte le loro richieste, permetteranno a Sam di collegare determinate zone di gioco alla rete chirale con l'ausilio del Q-Pid, sbloccando così le strutture ed i cartelli posizionati dagli altri giocatori sfruttabili per completare in maniera più agevole gli incarichi assegnati. Inoltre, le missioni avranno un sistema di classificazione in cui verranno valutate le tempistiche di consegna, il peso e le condizioni del carico, il percorso effettuato ed altri elementi specifici per gli incarichi speciali; più alto sarà il punteggio e più "mi piace" verranno assegnati a Sam. Proprio i "mi piace" costituiscono l'esperienza accumulata da Sam, che con l'aumentare sbloccheranno progetti per strutture, armi e veicoli, oltre che una serie di collezionabili. Le strutture costruite dal protagonista saranno sfruttabili anche dagli altri giocatori, i quali potranno lasciare un "mi piace" ed aumentare il ranking del Bridges Link, il cui livello determina poi la capacità di collaborazione dei giocatori online (richieste di supporto e materiali, contratti ed altre opzioni).
Come già anticipato da Kojima stesso, i Bridges Baby sono elementi essenziali in quanto la loro natura speciale permette loro di essere collegati al radar Odradek e di individuare le Creature Arenate (CA), spiriti di defunti bloccati sulla Terra eludibili attraverso manovre stealth; più avanti nel gioco sarà possibile affrontare le CA con armi dedicate, le cui munizioni sono costituite dal sangue di Sam, classificato come "Riemerso" e quindi in grado di utilizzare il suo materiale ematico come arma contro i misteriosi nemici. Altro elemento nemico sono i MULI, ovvero corrieri/predoni il cui obiettivo è quello di sottrarre con la forza i carichi ai corrieri come Sam. In questo caso, si possono utilizzare armi non letali come lo Spara-bolas, un fucile le cui munizioni consistono in cavi che immobilizzano il nemico per un lasso di tempo sufficiente a sfuggire all'attacco; benché i MULI siano eliminabili anche con armi letali, l'utilizzo di queste ultime può costituire un problema in quanto i cadaveri dei Muli si trasformerebbero in CA creando una "Voragine", rendendo più difficoltoso il prosieguo del gioco.
Come già detto, Sam si avvale di strutture sia personali che di altri giocatori. Queste sono costruibili attraverso dei macchinari chiamati CCP, che mediante una tecnologia simile alla stampa 3D, in pochi secondi generano le varie strutture presenti nel gioco. Tra esse ci sono ponti, box postali, scale e ricoveri dove Sam potrà riposare, controllare lo status del suo BB e conservare gli oggetti trovati durante la partita. Altro elemento costruibile sono i cartelli, che sono di varia natura e possono essere avvisi sui pericoli presenti in zona, indicazioni dei percorsi più agevoli da seguire per portare a termine gli incarichi oppure semplici messaggi di incoraggiamento lasciati dagli altri giocatori online.

## Doppiaggio
| Personaggio        | Voce originale      | Voce giapponese  | Voce italiana        |
| ------------------ | ------------------- | ---------------- | -------------------- |
| Sam Porter Bridges | Norman Reedus       | Kenjirō Tsuda    | Andrea Lavagnino     |
| Clifford Unger     | Mads Mikkelsen      | Kazuhiro Yamaji  | Davide Marzi         |
| Fragile            | Léa Seydoux         | Nana Mizuki      | Domitilla D'Amico    |
| Mama / Lockne      | Margaret Qualley    | Maaya Sakamoto   | Valentina Favazza    |
| Higgs Monaghan     | Troy Baker          | Satoshi Mikami   | Alessandro Budroni   |
| Die-Hardman        | Tommie Earl Jenkins | Akio Ōtsuka      | Stefano Alessandroni |
| Deadman            | Jesse Corti         | Akihiko Ishizumi | Luca Dal Fabbro      |
| Heartman           | Darren Jacobs       | Hōchū Ōtsuka     | Massimiliano Alto    |
| Amelie             | Emily O'Brien       | Kikuko Inoue     | Eleonora Reti        |
| Bridget            | Lindsay Wagner      | Kikuko Inoue     | Eleonora Reti        |

I personaggi Deadman, Heartman e Amelie hanno rispettivamente le fattezze di Guillermo Del Toro, Nicolas Winding Refn e Lindsay Wagner, tuttavia non sono interpretati né doppiati da loro stessi.

## Colonna sonora
Le musiche di Death Stranding sono state interamente composte da Ludvig Forssell, ma all'interno del gioco sono presenti anche canzoni di artisti come Low Roar e Silent Poets, ascoltabili durante le fasi di esplorazione oppure dopo averle sbloccate all'interno della stanza privata di Sam. Un album contenente brani ispirati al videogioco, intitolato Death Stranding: Timefall (Original Music from the World of Death Stranding), è stato pubblicato dalla RCA Records e dalla Sony Interactive Entertainment il 7 novembre 2019, e vede la partecipazione di gruppi musicali come Chvrches, The Neighbourhood, Major Lazer e Bring Me the Horizon. Successivamente sono state pubblicate altre due raccolte: Death Stranding (Original Score) che include la colonna sonora originale curata da Forssell e Death Stranding (Songs from the Video Game) che include gli altri brani presenti nel gioco, fatta eccezione per quelli già distribuiti in Timefall.
La colonna sonora ha poi trionfato ai The Game Awards 2019 nella categoria Best Score/Music.
Per quanto riguarda la versione Director's Cut, quest'ultima è stata presentata con un trailer avente come colonna sonora il brano Goliath di Woodkid, che è stato inserito all'interno del gioco insieme alla sua altra traccia Pale Yellow (entrambe tratte dal secondo album in studio S16) e una piccola selezione di nuove tracce di artisti come Midge Ure e Biting Elbows. Inoltre, per celebrare l'uscita di questa versione è stato pubblicato Death Stranding (Original Score Volume 2), sempre curato da Forrsell e distribuito in esclusiva per il mercato digitale.

### Death Stranding: Strands of Harmony
A partire da novembre 2025 la musica di Death Stranding verrà proposta in diciannove città del mondo con la tournée Strands of Harmony, dove un'orchestra eseguirà parte della colonna sonora in sincrono con scene di gameplay.

## Sviluppo
La conferma dell'esistenza del progetto avvenne a dicembre 2015, quando Hideo Kojima, una volta uscito da Konami, confermò ufficialmente la collaborazione con Sony a un nuovo videogioco per PlayStation 4.
Kojima Productions ha annunciato il nome del videogioco il 14 giugno 2016, all'Electronic Entertainment Expo 2016, con un teaser trailer proiettato durante la conferenza Sony. Il trailer fu girato con le tecnologie del motion capture e della fotogrammetria, riprendendo il volto di Norman Reedus, che avrebbe vestito i panni del protagonista, già scelto da Kojima per Silent Hills; quest'ultimo gioco però cancellato da Konami nel 2015. Nonostante la presentazione del trailer in computer grafica, Kojima dichiarò che il gioco non possedeva ancora un motore grafico definitivo. La possibilità di una versione per Microsoft Windows venne menzionata in una sessione Q&A pubblicata su Medium, mesi prima della rivelazione all'E3 2016, in seguito cancellata e infine ufficializzata il 28 ottobre 2019.
Nei primi mesi del 2016, lo studio preparava la completa produzione, cercando un motore grafico con cui sviluppare il gioco. Uno dei due candidati fu usato per la creazione del teaser trailer di giugno dello stesso anno. Fu annunciato successivamente che Guerrilla Games avrebbe collaborato con Kojima Productions nello sviluppo del gioco, prestando il motore grafico già usato per Horizon Zero Dawn, Decima. Un secondo trailer, mostrato ai The Game Awards 2016, rivelò la partecipazione del regista messicano Guillermo del Toro – il quale aveva già collaborato con Kojima e Reedus in P.T. e Silent Hills (progetto poi cancellato) – e dell'attore danese Mads Mikkelsen nell'interpretazione di due personaggi di gioco. Durante il Tokyo Game Show 2016, Kojima ha dichiarato che il gioco sarebbe stato pubblicato prima dei Giochi olimpici di Tokyo 2020, e ha poi precisato che sarebbe uscito «prima dell'anno in cui è ambientato [il film] Akira», ovvero prima del 2019. Kojima ha rivelato successivamente alla PlayStation Experience che Death Stranding sarebbe entrato in pieno sviluppo solo a 2017 inoltrato.
Il 3 dicembre 2016, il compositore della colonna sonora di Metal Gear Solid V: The Phantom Pain, Ludvig Forssell, ha annunciato via Twitter che avrebbe ripreso il ruolo di compositore anche in Death Stranding.
Kojima non ha esitato a porre un paragone tra la situazione dello sviluppo di Death Stranding e quella di quando lavorava in Konami, ammettendo durante una intervista a BBC Radio 1, «Ora ho più libertà, perché la decisione finale spetta a me. Questa compagnia non è quotata in borsa, quindi non dobbiamo preoccuparci di compiacere gli investitori. Possiamo concentrarci sul fare buoni giochi». Ha inoltre definito il suo percorso nello sviluppo del gioco – ma in un certo senso generalmente rivolto anche ai videogiochi in generale – paragonandolo alla corsa allo spazio, ammettendo: «L'espansione dell'uomo nello spazio ha subito un arresto dopo la Guerra fredda. A causa degli aumenti dei costi nello sviluppo delle attrezzature spaziali, gli investimenti sulla Terra sono stati rafforzati [...] Mentre desideravo di atterrare sulla Luna, ho incontrato sul mio cammino i Guerrilla [Games] che stavano pianificando di andare su Marte. Abbiamo quindi deciso di riprogettare il razzo spaziale potenziando il motore; così facendo, non soltanto potremo effettivamente atterrare su Marte, ma anche puntare verso Giove».

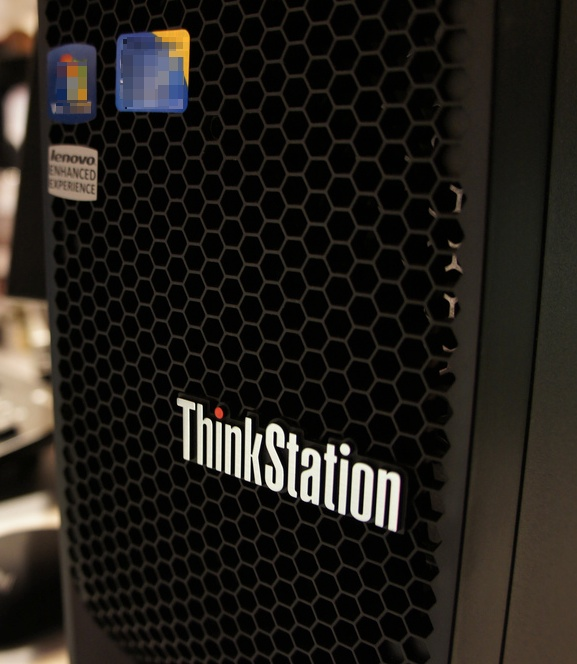
Workstation Lenovo, utilizzate nello sviluppo di Death Stranding

Come già anticipato dallo stesso Kojima, il gioco entrò in pieno sviluppo nel 2017, per questo il game director annunciò a pochi giorni dall'Electronic Entertainment Expo 2017 che Death Stranding non sarebbe apparso durante la consueta conferenza Sony. Nel mese di giugno importanti rivelazioni arrivarono da Mark Cerny, direttore tecnico del Decima, e Shawn Layden, presidente della diramazione americana di Sony; il primo dichiarò di aver visto il gioco in azione e di come potesse essere definito «a tutti gli effetti un gioco di Kojima, nel miglior senso possibile del termine», il secondo invece affermò che Death Stranding era di fatto in versione alfa giocabile e che egli stesso ebbe modo di provarlo con mano, ma di non essere in grado di categorizzare il gioco in un genere preciso. Kojima ha ammesso che lo sviluppo di Death Stranding è stato portato avanti utilizzando workstations Lenovo ad alta potenza e grandi prestazioni, denominate ThinkStation.
In occasione della pubblicazione del terzo trailer, durante i The Game Awards 2017, Mark Cerny commentò il filmato affermando che il gioco avrebbe acquisito senso dopo 4-5 ore di gioco e confermò che il video era stato catturato su PlayStation 4 Pro. Lo stesso mese, vennero rivelate ulteriori informazioni da Kojima sulla modalità di gioco. In quella stessa occasione, Kojima ammise di essere consapevole della convinzione comune che lo vedeva procedere troppo lentamente nello sviluppo, ma ribadì che Death Stranding non era il caso. Kojima rivelò anche che il team non fu in grado di eseguire alcuna cattura di performance degli attori per il terzo trailer in tempo per l'Electronic Entertainment Expo 2017 a causa dello sciopero generale manifestato dagli attori che lavorano nell'industria videoludica, avvenuto tra il 2016 e il 2017, per questo fu ritardato e spostato ai Game Awards.
Nel febbraio del 2018, Emily O'Brien e Troy Baker sono stati rivelati come parte del cast di Death Stranding. A maggio dello stesso anno, Shawn Layden di Sony Worldwide Studios ha rivelato che Death Stranding sarebbe stato parte di quattro giochi – insieme a Ghost of Tsushima, Spider-Man e The Last of Us Part II – su cui la conferenza si sarebbe concentrata durante l'Electronic Entertainment Expo 2018; l'11 giugno, durante la conferenza Sony dell'evento, grazie a un nuovo trailer è stata rivelata la partecipazione delle attrici Léa Seydoux e Lindsay Wagner, mentre al Tokyo Game Show 2018 grazie a un nuovo filmato promozionale sono stati introdotti due nuovi personaggi, impersonati da Troy Baker e Tommie Earl Jenkins; sempre durante la fiera, Kojima ha poi confermato che il gioco sarebbe uscito nello stesso anno in cui è ambientato il film Akira (2019).
Nel marzo 2019, Kojima ha affermato che Death Stranding era "leggermente" in ritardo sulla tabella di marcia, e che egli stesso si trovava impegnato nei test della modalità di gioco, giorno per giorno, definendo quella fase dello sviluppo come "critica, importante". Il 29 maggio successivo, tuttavia, è stato confermato che il gioco sarebbe uscito l'8 novembre dello stesso anno, cosa infine avvenuta.

## Promozione
Il gioco venne annunciato da Kojima Productions il 14 giugno 2016, con un teaser trailer proiettato durante la conferenza Sony dell'Electronic Entertainment Expo 2016 e introdotto da una quartina del poema Auguries of Innocence di William Blake, accompagnato dalla canzone I'll Keep Coming dell'uomo orchestra islandese Low Roar. Un secondo trailer venne mostrato ai The Game Awards 2016, introducendo due nuovi personaggi, uno interpretato dal regista messicano Guillermo del Toro – il quale aveva già collaborato con Kojima e Reedus in P.T. e Silent Hills (progetto poi cancellato) – e un secondo interpretato dall'attore danese Mads Mikkelsen come antagonista del gioco.
Un terzo teaser trailer venne mostrato durante i The Game Awards 2017 di dicembre, dove hanno fatto la loro apparizione anche Kojima, Reedus e del Toro. Fu in questo trailer che "Sam" venne rivelato per la prima volta essere il nome del personaggio di Reedus. Il giorno successivo, lo stesso trailer venne nuovamente mostrato alla PlayStation Experience, in cui anche Kojima fece un'apparizione sul palco durante l'evento.

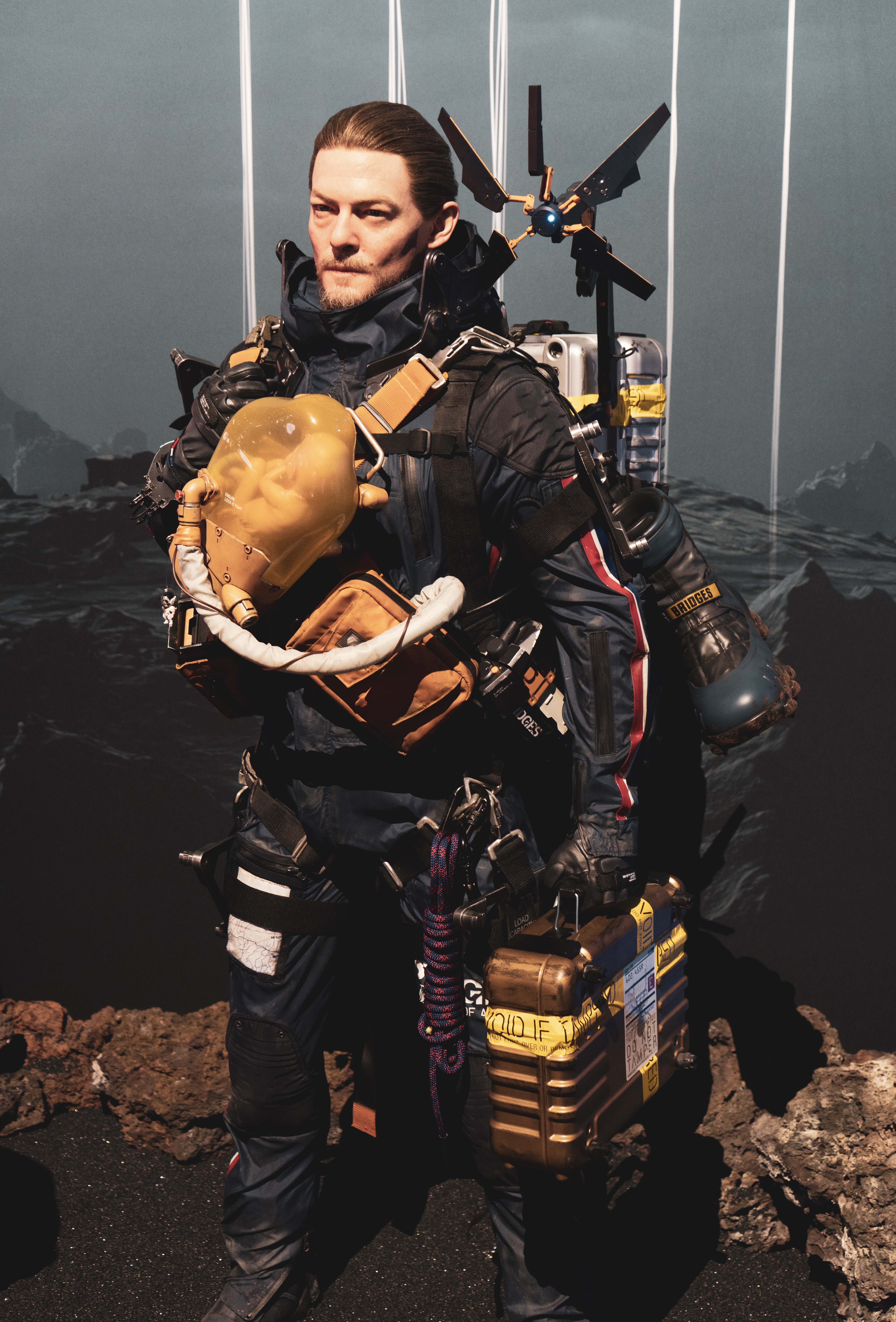
Riproduzione del protagonista del gioco, Sam, presente in mostra all'E3 2018

L'11 giugno 2018, durante la conferenza Sony dell'E3 2018, è stato rivelato il quarto trailer del gioco che include le prime sezioni di gameplay e mostra le attrici Léa Seydoux e Lindsay Wagner come nuovi membri del cast. Durante il Tokyo Game Show 2018, è stato presentato un nuovo filmato di gioco introducendo due nuovi personaggi, doppiati in inglese da Troy Baker e Tommie Earl Jenkins.
Il 29 maggio 2019, è stata utilizzata una diretta in streaming sui canali Twitch di PlayStation, Sony e Kojima Productions per introdurre il definitivo trailer di annuncio del gioco. La diretta mostrava un filmato, composto da scene e sequenze di gioco inedite, che si ripeteva ogni volta conclusosi: lo schermo, inizialmente completamente nero, veniva progressivamente reso visibile grazie a impronte di mani che, sempre più numerose, comparivano ai lati dello schermo al progredire della diretta, cui si andavano a mano a mano ad aggiungere sequenze aggiuntive. La diretta si è poi conclusa con la pubblicazione definitiva del trailer, accompagnato dal brano Path del gruppo musicale Apocalyptica, annunciando l'8 novembre 2019 come data d'uscita del gioco e rendendo noti i nomi dei vari personaggi principali del titolo.
Il 10 agosto 2019 Kojima Productions ha pubblicato un nuovo filmato promozionale dedicato alla presentazione del personaggio di Heartman, interpretato dal regista danese Nicolas Winding Refn, mentre il 20 dello stesso mese, in occasione della Gamescom, sono stati pubblicati altri due filmati: il primo riguarda uno degli elementi chiave del videogioco, un BB (Bridge Baby), con la partecipazione del personaggio di Deadman, interpretato da Guillermo del Toro, il secondo introduce il personaggio di Mama, interpretato da Margaret Qualley.
Inoltre è stato mostrato un gameplay della durata di circa 6 minuti, che introduce nel dettaglio varie meccaniche di gioco, quali la possibilità di urinare e di consegnare pacchi a una stazione isolata. Il video vede anche la partecipazione di Geoff Keighley, giornalista e critico videoludico canadese, nei panni di un ologramma che interagisce col protagonista Sam nella stazione di consegna.
Il 12 settembre 2019, in occasione del Tokyo Game Show 2019, è stato pubblicato un nuovo trailer, denominato Briefing Trailer e precedentemente mostrato a porte chiuse durante la Gamescom 2019, in cui viene fatta maggior chiarezza sulla missione del protagonista – Sam – e sull'ambientazione generale del gioco; contemporaneamente, viene reso pubblico un nuovo artwork promozionale del titolo. Durante la conferenza stessa del Tokyo Game Show, Kojima ha mostrato e commentato in diretta un filmato di 49 minuti dedicato interamente alle caratteristiche generali del gameplay del gioco.

## Distribuzione
Il titolo viene pubblicato l'8 novembre 2019 su PlayStation 4 in quattro edizioni disponibili: Standard, Speciale, Edizione Digitale Deluxe e Edizione da Collezione.
Effettuando il preordine di una qualsiasi edizione di Death Stranding presso i rivenditori fisici o sul PlayStation Store si ottenevano come bonus alcuni oggetti in-game: Occhiali da sole Gold Sam, Cappello Gold, Esoscheletro Velocità Gold (aumenta la velocità di movimento) e Armatura Gold (aumenta la protezione contro qualsiasi tipo di danno).

### Edizioni

#### Standard Edition
La versione standard di Death Stranding includeva solamente il gioco, disponibile in formato digitale sul PlayStation Store e in versione fisica nei negozi, anche online, di vari rivenditori.

#### Special Edition
La Special Edition di Death Stranding includeva il gioco completo con custodia Steelbook in metallo e una versione speciale Oro degli occhiali da sole Ludens Mask da utilizzare in-game. Previsti anche due bonus digitali:
- Download digitale Death Stranding: Timefall (Original Music from the World of Death Stranding)
- Video digitale Dietro le quinte.

#### Collector's Edition
Questa speciale edizione da collezione includeva il gioco completo con custodia Steelbook, statuetta della capsula del BB, portachiavi Ludens, valigetta Bridges, 10 avatar per il PSN, colonna sonora in formato digitale, video dietro le quinte e oggetti in-game: Occhiali da sole Gold Ludens Mask, Esoscheletro potenza Gold, Esoscheletro terreni Gold e Armatura Gold.

#### Digital Deluxe Edition
Oltre all'edizione Standard, sul PlayStation Store era disponibile anche una Deluxe Edition digitale al prezzo di 79.99 euro, che include:
- Il gioco completo
- Set completo di avatar
- Death Stranding: Timefall (Original Music from the World of Death Stranding)
- Video dietro le quinte
- Occhiali da sole Gold Ludens Mask
- Esoscheletro Gold Potenza
- Esoscheletro Gold per tutti i terreni
- Armatura Gold Livello 2

### Versione PC
Il 28 ottobre 2019, a dieci giorni dalla pubblicazione sulla console Sony, Kojima Productions annuncia la distribuzione di Death Stranding anche su PC a partire dall'estate 2020. Il 2 marzo 2020, 505 Games, la compagnia che si occuperà della distribuzione, ha pubblicato un piccolo trailer contenente la data d'uscita su PC, fissata per il 2 giugno (successivamente rimandata al 14 luglio). Il video ha confermato la possibilità di raggiungere i 60 fps, la photo mode ed il supporto alla risoluzione ultrawide. Il videogioco sarà acquistabile attraverso Steam ed Epic Games Store. Chi acquisterà il gioco, avrà anche accesso ad una serie di contenuti digitali in regalo, tra i quali alcuni oggetti esclusivi a tema Half-Life.
Dopo l'uscita della versione PC sono stati lodati i netti miglioramenti alla grafica dati dal DLSS 2.0 di Nvidia, rendendo la grafica del gioco "quasi migliore di una risoluzione 4K nativa".

### Death Stranding Director's Cut
In occasione del Summer Game Fest 2021, Hideo Kojima annuncia l'uscita di una nuova versione del gioco per PlayStation 5 mostrando un trailer ambientato in uno scenario che ricorda molto da vicino la saga di Metal Gear. L'8 luglio successivo allo State of Play di Sony il gioco viene mostrato in un altro trailer dove vengono elencate tutte le novità introdotte, come ad esempio il supporto al 4K e ai 60 FFPSs, nuove missioni secondarie, veicoli, armi, trama più estesa e vengono riconfermati i contenuti crossover come quelli di Half-Life e Cyberpunk 2077. La Director's Cut è disponibile dal 24 settembre 2021, su PC dal 30 marzo 2022 e su Xbox Series X/S dal 7 novembre 2024.

## Accoglienza

### Prima della pubblicazione
L'annuncio di Death Stranding nel corso dell'Electronic Entertainment Expo 2016 ha suscitato un certo clamore da parte del pubblico: a partire dall'arrivo di Hideo Kojima, sul palco Sony, accolto con molto entusiasmo dopo l'esclamazione «I'm back!» (Sono tornato!), fino al teaser trailer in sé, che ha generato molto stupore – soprattutto per l'apparizione e l'interpretazione di Reedus – trasformandosi in un fenomeno di Internet. L'arrivo di Kojima e il trailer vennero scelti da diverse pubblicazioni come uno dei momenti più emblematici dell'Electronic Entertainment Expo di quell'anno.
Nel periodo successivo ai trailer mostrati e alle informazioni di base del gioco, vi è stato un notevole movimento tra il fandom di Kojima, che ha dato libero sfogo alle proprie teorie sulla modalità di gioco, trama e tematiche, organizzandosi in comunità virtuali nei forum di discussione. Nel 2017, Death Stranding è stato nominato dai Golden Joystick Awards nella categoria "Most Wanted Game", premio che tuttavia è stato vinto da The Last of Us Part II. Nel mese di giugno 2018, durante i giorni successivi alle conferenze stampa dell'Electronic Entertainment Expo, Death Stranding ha raggiunto la top ten dei trailer di videogiochi più visti su YouTube, con oltre 4 500 000 visualizzazioni. Nello stesso mese è stato distribuito per Android un videogioco parodia di Death Stranding, intitolato Deadly Standing e sviluppato da "Hodeo Kojumbo", che ha ottenuto la maggioranza delle recensioni degli utenti ironiche o scherzosamente positive.

### Pubblicazione
| Testata                         | Giudizio |
| ------------------------------- | -------- |
| OpenCritic (media al 25·8·2024) | 83/100   |
| Famitsū                         | 40/40    |
| Console-Tribe                   | 92/100   |
| Everyeye.it                     | 9/10     |
| IGN (ITA)                       | 9.8/10   |
| Multiplayer.it                  | 9.2/10   |
| Player.it                       | 9.5/10   |
| SpazioGames.it                  | 9.4/10   |
| The Games Machine               | 8/10     |
| Edge                            | 6/10     |
| Electronic Gaming Monthly       | 5/5      |
| GamesRadar+                     | 3.5/5    |
| GameRevolution                  | 5/5      |
| GameSpot                        | 9/10     |
| Giant Bomb                      | 2/5      |
| IGN (USA)                       | 6.8/10   |

Death Stranding è stato accolto positivamente dalla critica. Infatti, la versione del gioco per PlayStation 4 presenta un punteggio di 82/100 sul sito aggregatore di recensioni Metacritic. La versione per PC, pubblicata nel 2020, presenta un punteggio di 86/100. Il gioco, inoltre, ha ottenuto il maggior numero di "perfect score" nel 2019. Molte riviste internazionali e siti specializzati hanno constatato una spaccatura evidente tra i critici: il gioco è stato lodato per le sue idee innovative, il comparto grafico, la colonna sonora e il doppiaggio dei personaggi, ma è stato anche ritenuto borioso, lento e frustrante.
Death Stranding è anche stato vittima di review bombing su Metacritic. Nel dicembre 2019 il sito internet ha rimosso oltre 6000 recensioni di utenti per prevenire una "possibile manipolazione del risultato", giudicando le recensioni sospette.

### Vendite
Nella settimana di debutto, Death Stranding è stato il gioco fisico con più incassi in Giappone, in quanto Famitsu ha riportato 185 909 copie vendute. Ciò lo ha reso in Giappone il debutto di maggior successo per un nuovo titolo dell'attuale generazione di console, superando il precedente detentore del record Judgment. Death Stranding è rimasto nella classifica dei 30 miglior giochi fisici per vendite di Famitsu per cinque settimane, fino al 15 dicembre, avendo raggiunto oltre 253 000 copie fisiche vendute. Al 20 marzo, le vendite del gioco in Giappone hanno raggiunto le 262 827 unità e una stima di 136 279 copie digitali, per un totale di 399 106 copie vendute in Giappone.
In Italia Death Stranding ha conquistato il primo posto nella classifica italiana delle vendite, superando titoli come Call of Duty: Modern Warfare e FIFA 20. Nel Regno Unito ha debuttato al secondo posto nelle vendite di copie fisiche, superato solo da Call of Duty: Modern Warfare, rendendolo il secondo debutto di un'esclusiva PlayStation dell'anno, dietro a Days Gone. Secondo Media Create, Death Stranding ha debuttato al primo posto nelle vendite fisiche anche in Taiwan e Sud Corea.
Ad aprile 2020 su PlayStation Network il gioco ha raggiunto una stima di 3 milioni di giocatori totali ed un picco di 390 000 utenti attivi ogni mese. SuperData Research di Nielsen Media Research stima che Death stranding abbia venduto 477 000 copie digitali su Steam durante il primo mese.
Nonostante Death Stranding abbia debuttato molto bene quasi ovunque, attorno a marzo 2020 iniziarono a circolare dei rumor riguardo ad un malcontento di Sony riguardo ai numeri di Death Stranding e a possibili frizioni con Kojima. In un'intervista con Livedoor News di maggio 2020, Kojima ha affermato che Death Stranding abbia venduto abbastanza da coprire tutte le spese di sviluppo, maturare profitti e assicurare i fondi per il prossimo lavoro della Kojima Production, definendolo quindi "un successo".

### Eredità
Numerosi commentatori, giornalisti ed appassionati del gioco hanno notato come la storia di Death Stranding e il suo gameplay ricordassero la pandemia di COVID-19. Un cosplayer cinese ha realizzato una tuta ispirata al gioco per proteggere se stesso e suo figlio dal virus, mentre su Steam è stato pubblicato un videogioco parodia di Death Stranding dal nome Walking Simulator (simulatore di camminate), ambientato in un mondo devastato dalla terza guerra mondiale e dal coronavirus.
La precisione quasi preveggente con cui il gioco ha ricalcato situazioni e dinamiche avvenute durante la pandemia è stata paragonata ad un altro gioco realizzato da Kojima, Metal Gear Solid 2: Sons of Liberty (2001), nel quale vennero anticipati fenomeni sociali e culturali degli anni '10 del duemila, come le fake news e l'idea della camera dell'eco.

### Riconoscimenti
Polygon ha inserito il gioco tra i 100 migliori videogiochi del decennio 2010-2019.
Inoltre, il gioco è stato inserito in diverse liste dei migliori videogiochi del 2019.
- 2016 – "Miglior trailer dell'E3 2016" secondo IGN[72]
- 2016 – Finalista come "Miglior sorpresa dell'E3 2016" secondo IGN[72]
- 2017 – Candidato come "Gioco più atteso" ai Golden Joystick Awards[78]
- 2018 – Candidato come "Gioco più atteso" ai Golden Joystick Awards[132]
- 2019 – The Game Awards: Best Game Direction, Best Performance (Mads Mikkelsen), Best Score/Music[24]
- 2019 – IGN: People's Choice Game of the Year, Best PS4 Exclusive[133][134]
- 2019 – PlayStation Blog: Best Narrative, Best Graphical Showcase, Best Soundtrack, Best PlayStation Console Exclusive, Best Performance (Norman Reedus), Best PS4 Game, Studio of the Year (Kojima Productions)[135]
- 2019 – Famitsū: Game of the Year[136]
- 2019 – Titanium Awards: Best Narrative Design, Best Soundtrack (Ludvig Forssell)[137]
- 2020 – Everyeye Awards: Gioco dell'anno, Miglior esclusiva PS4[138]
- 2020 – 23rd Annual D.I.C.E. Awards: Outstanding Achievement in Audio Design, Outstanding Technical Achievement[139]
- 2020 – NAVGTR Awards: Original Dramatic Score, New IP, Performance in a Drama, Supporting (Mads Mikkelsen), Song Collection, Song, Original or Adapted ("BB's Theme"), Sound Editing in a Game Cinema[140]
- 2020 – BAFTA Games Awards: Technical Achievement[141]
- 2020 – SXSW Gaming Awards: Excellence in Musical Score, Excellence in Technical Achievement[142]
- 2020 – Eurogamer Awards: Migliore esclusiva del 2019 per PlayStation 4, Miglior gioco del 2019[143]
- 2020 – Golden Joystick Awards: PC Game of the Year[144]
- 2020 – Steam Awards: Most Innovative Gameplay[145]
- 2020 – Cartoons on the Bay: Best Interactive media

## Sequel

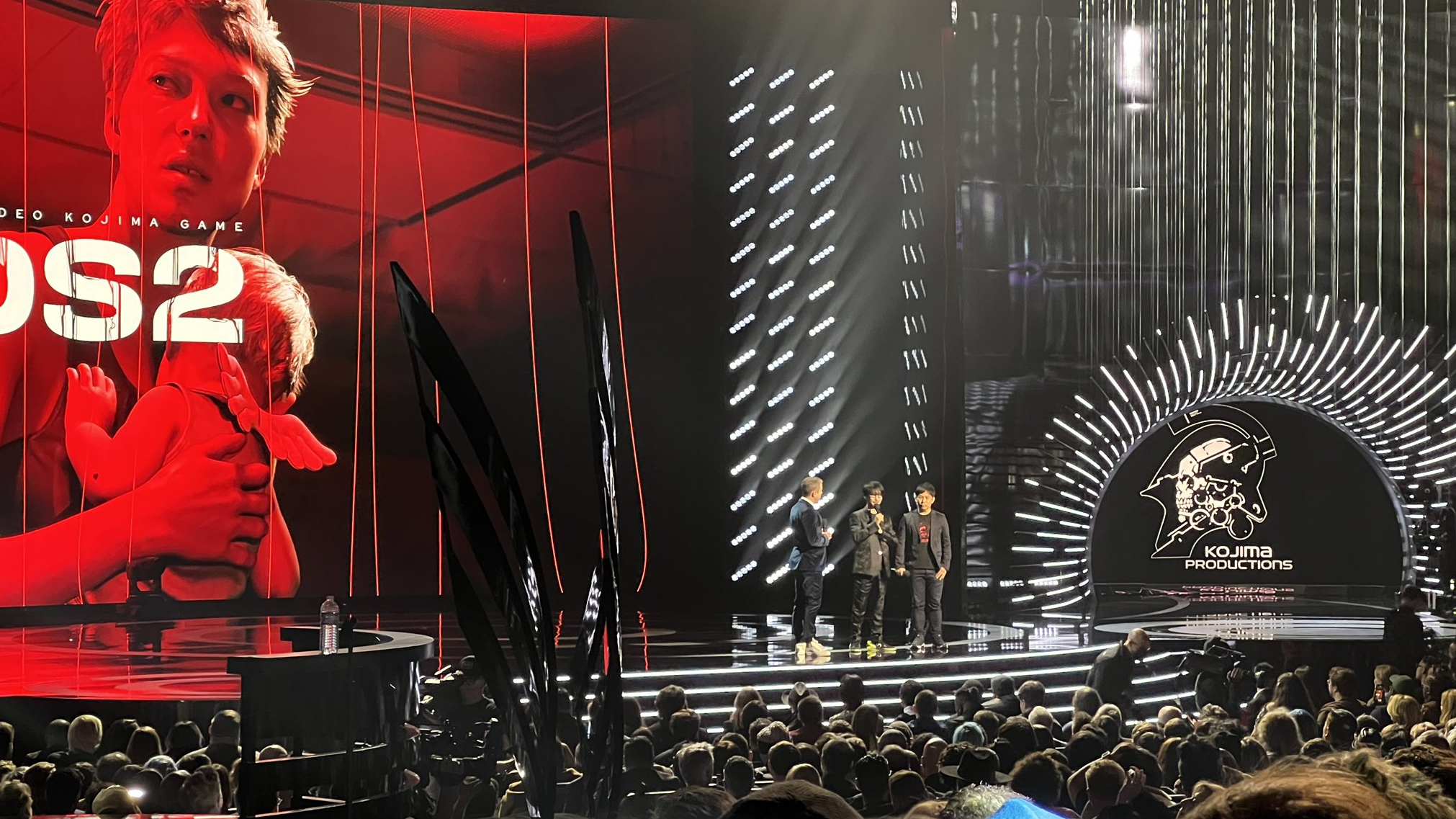
Hideo Kojima presenta DS2 ai The Game Awards 2022

In occasione degli annuali The Game Awards, l'8 dicembre 2022 è stato annunciato il sequel del gioco con il working title DS2. L'annuncio è stato preceduto da una serie di post sui social del game director Hideo Kojima raffiguranti gli attori che hanno preso parte al cast, tra cui Elle Fanning e Shioli Kutsuna.
Il 31 gennaio 2024, in occasione di uno State of Play, il gioco è stato nuovamente mostrato con un trailer esteso, seguito dall'annuncio del titolo ufficiale Death Stranding 2: On the Beach. Successivamente, al South by Southwest di marzo 2025 è stato dedicato un panel al gioco  dove Kojima ha presentato un trailer della durata di dieci minuti nel quale sono stati introdotti nuovi membri del cast (Alastair Duncan, Alissa Jung, Debra Wilson e Luca Marinelli) e annunciata la data di uscita per il 26 giugno 2025.

## Adattamento cinematografico
Nel dicembre 2022 è stato reso noto che Kojima Productions collaborerà con Hammerston Studios alla realizzazione di un film basato sul videogioco. A giugno 2023 Hideo Kojima ha dichiarato di essere coinvolto nella produzione dell'adattamento cinematografico, ma non nel ruolo di regista. È stato successivamente annunciato che la trasposizione sarà realizzata in collaborazione con A24, con la regia di Michael Sarnoski.